# Paul Stankard
Paul Joseph Stankard, (Attleboro, Massachusetts, 7 de abril de 1943) es un artista estadounidense, considerado el padre de los pisapapeles de vidrio.

## Biografía

### Primeros años y estudios
Stankard nació el 7 de abril de 1943, segundo de nueve hijos en una familia católica irlandesa. Vivió en North Attleboro, Massachusetts en sus primeros años. Se graduó del Instituto Técnico Vocacional del Condado de Salem en Nueva Jersey con un título en soplado de vidrio químico. Durante los primeros diez años de su carrera profesional, trabajó como soplador de vidrio fabricando instrumentos para varios laboratorios químicos.

### Carrera
En 1967 Stankard trabajó bajo la dirección de Francis Whittemore en Philco-Ford, a quien había conocido antes mientras asistía a Salem, donde Whittemore se dedicaba a la docencia. Por esa misma época, Stankard empezó a producir pisapapeles de vidrio en su garaje mientras trabajaba en la industria para apoyar a su creciente familia. Exhibió sus primeros pisapapeles en una exposición de artesanías en el paseo marítimo de Atlantic City, Nueva Jersey. Reese Palley, un comerciante de arte respetado internacionalmente, vio su trabajo y patrocinó financieramente a Stankard para que se dedicara a hacer arte en vidrio a tiempo completo.
A principios de la década de 1960, los pisapapeles fabricados por otros estadounidenses mostraban flores de tipo "artesanal" que no eran botánicamente exactas. Stankard fabricó sus diseños de vidrio mostrando flores más realistas y botánicamente realistas. Las flores de sus pisapapeles eran tan reales que mucha gente pensaba erróneamente que el artista había encontrado una manera de encajar las flores reales dentro del vidrio. Poco después, los fabricantes de pisapapeles (en su mayoría estadounidenses) siguieron el ejemplo de Stankard.

## Legado
A Stankard, que ahora es un artista de renombre internacional, se le atribuye en gran medida el haber aumentado el estatus de los pisapapeles de vidrio. Su obra se ha exhibido en importantes sitios como el Instituto Smithsoniano en Washington D. C., el Museo Metropolitano de Arte en Nueva York, el Musée des Arts Décoratifs y el Musée du Louvre en París y el Museo de Victoria y Alberto en Londres, entre otros.
En su autobiografía, Stankard relata su lucha contra la dislexia en su infancia, lo que le hizo obtener una puntuación baja en las pruebas escolares porque no podía leer las preguntas correctamente. En el libro, Stankard describe la presión y el estigma de ser etiquetado como un estudiante lento por un sistema educativo que en ese momento no era consciente de la dislexia y los pasos que tomó para superar su baja autoestima y sus discapacidades de aprendizaje y convertirse en uno de los artistas más importantes de su generación.